# Distrito electoral de Culbertson (condado de Hitchcock, Nebraska)
Culbertson (en inglés: Culbertson Precinct) es un distrito electoral ubicado en el condado de Hitchcock en el estado estadounidense de Nebraska. En el Censo de 2010 tenía una población de 800 habitantes y una densidad poblacional de 8,53 personas por km².

## Geografía
Culbertson se encuentra ubicado en las coordenadas 40°12′49″N 100°48′26″O / 40.21361, -100.80722. Según la Oficina del Censo de los Estados Unidos, Culbertson tiene una superficie total de 93.77 km², de la cual 93.76 km² corresponden a tierra firme y (0.01%) 0.01 km² es agua.

## Demografía
Según el censo de 2010, había 800 personas residiendo en Culbertson. La densidad de población era de 8,53 hab./km². De los 800 habitantes, Culbertson estaba compuesto por el 97.75% blancos, el 0.63% eran afroamericanos, el 0.13% eran amerindios, el 0.13% eran asiáticos, el 0.63% eran de otras razas y el 0.75% pertenecían a dos o más razas. Del total de la población el 1.13% eran hispanos o latinos de cualquier raza.